# Rookie
Un rookie è una persona al suo primo anno da professionista nel suo sport o disciplina con poca o nessuna esperienza professionale (ad esempio rookie pilot, rookie police officer). 
È una parola inglese, molto usata negli sport statunitensi, dove è comune l'esistenza di corsi preparatori per i principianti. In italiano equivale a «matricola», «novellino» o «debuttante».

## Etimologia
L'Oxford English Dictionary dice che le origini sono incerte; forse è una storpiatura della parola recruit (recluta). Il primo uso è datato 1892, nelle Barrack-Room Ballads di Rudyard Kipling.

## Premi per i "Rookie dell'anno" nei maggiori sport americani
- NBA Rookie of the Year Award
- Major League Baseball Rookie of the Year Award
- Calder Memorial Trophy
- National Football League Rookie of the Year Award